# La Cellule de Zarkane
La Cellule de Zarkane est un thriller paru le 9 mai 2007 aux éditions Florent Massot, et signé du nom Joseph Lubsky.

## Historique
Présenté comme un ancien détenu ayant purgé 18 ans de prison pour un crime qu'il nie avoir commis, Joseph Lubsky était invité dans l'émission de Laurent Ruquier, On n'est pas couché le 12 mai 2007 pour faire la promotion de son roman. Au cours de l'interview, de nombreux téléspectateurs ont reconnu les traits, ainsi que la voix, de Patrick Sébastien, coutumier de ce genre de supercheries. Le lendemain, Patrick Sébastien a confirmé à Jean-Marc Morandini qu'il était effectivement l'auteur de La Cellule de Zarkane et l'interprète du personnage de Joseph Lubsky,. 

Au moment de la supercherie seul Laurent Ruquier était au courant. L’auteur a expliqué par la suite que « si on l'avait présenté sous le nom d'auteur Patrick Sébastien, personne ne l'aurait ouvert ». Il est revenu le 19 mai 2007 pour s'expliquer. Patrick Sébastien voulait pointer du doigt le manque de cohérence de la critique littéraire. Il s'est notamment dit « effrayé » que Michel Polac n'ait même pas lu son livre, avant de le menacer.
Une soirée spéciale est consacrée à Joseph Lubsky et aux tourments de Patrick Sébastien quelques mois plus tard, le 28 mars 2008, sur France 2 avec la diffusion de son documentaire La double vie de Joseph Lubsky co-réalisé avec Vincent de Hollogne, suivi d'un débat.
En 2008, Patrick Sébastien prépare l'adaptation de son roman au cinéma, mais aucune date de sortie n'est annoncée. 
Le 4 décembre 2020, Patrick Sébastien annonce durant un live sur Facebook qu'il a adapté son roman en scénario de série et qu'il aimerait le faire lire à des producteurs. 

## Éditions imprimées
Édition originale
- Joseph Lubsky, La Cellule de Zarkane, Paris, éd. Florent Massot, 9 mai 2007, 303 p., 24 cm (ISBN 978-2-916546-09-4, BNF 41133213)

Édition en gros caractères
- Joseph Lubsky, La Cellule de Zarkane, Cergy-Pontoise, éd. À vue d'œil, 25 février 2008, 397 p., 24 cm (ISBN 978-2-84666-394-6, BNF 41221029)

Édition au format de poche
- Joseph Lubsky, La Cellule de Zarkane, Paris, Librairie générale française, coll. « Le Livre de poche : thriller » (no 31294), 11 mars 2009, 281 p., 18 cm (ISBN 978-2-253-12298-2, BNF 41455021)

## Livre audio
- Joseph Lubsky, La Cellule de Zarkane, La Roque-sur-Pernes, éd. VDB, septembre 2008 (ISBN 978-2-84694-632-2)Narrateurs : José Heuzé et Véronique Groux de Miéri ; durée : 6 h 37 min environ ; support : 1 disque compact audio MP3.